# Kökshetaū Qyraty
Kökshetaū Qyraty är ett högland i Kazakstan. Det ligger i den centrala delen av landet, 250 km nordväst om huvudstaden Astana.